# Stash (Bongzilla)
Stash è il primo album in studio del gruppo musicale Bongzilla, pubblicato nel 1999 dalla Relapse Records.

## Tracce
1. Gestation – 3:50
2. Sacred Smoke – 5:49
3. American – 3:52
4. Budgun / T.H.C. – 5:45
5. Prohibition (4th Amendment) – 4:09
6. Grog Lady – 4:44
7. Harvest – 8:39
8. P.O.W. – 6:06
9. Under the Sun (cover dei Black Sabbath) – 6:03

## Formazione
- Michael Makela - voce, chitarra
- Weed Dragon - basso
- Spanky - chitarra
- Michael Henry - batteria